# Foggia Calcio
Foggia Calcio  este un club de fotbal italian din Foggia, Puglia. În prezent clubul evoluează în Lega Pro Seconda Divisione, iar ultima dată a evoluat în Serie A în 1995.
Echipa a câștigat popularitate națională sub numele US Foggia în anii 1990. când era antrenată de Zdeněk Zeman, datorită atacului său, și stilului spectaculos de joc. În acea perioadă clubul a lansat o serie de jucători cu renume internațional Giuseppe Signori, Francesco Baiano, Brian Roy, Igor Kolîvanov, Igor Șalimov, Roberto Rambaudi și Dan Petrescu.

## Antrenori
| Antrenor             | Țara     | Perioada |
| -------------------- | -------- | -------- |
| Roberto Fini         | Italia   | 1923–28  |
| Severino Rosso       | Italia   | 1928–29  |
| Béla Károly          | Ungaria  | 1929–32  |
| Tony Cargnelli       | Austria  | 1932–33  |
| Engelbert König      | Austria  | 1933–34  |
| Silvio Stritzel      | Italia   | 1934–35  |
| Giobatta Rebuffo     | Italia   | 1935     |
| Wilmos Wilhelm       | Ungaria  | 1935–36  |
| Béla Károly          | Ungaria  | 1936–37  |
| Angelo Benincasa     | Italia   | 1937–39  |
| István Fogl          | Ungaria  | 1939–40  |
| Rudolf Plemich       | Ungaria  | 1940     |
| István Fogl          | Ungaria  | 1940–41  |
| Rudolf Plemich       | Ungaria  | 1941     |
| Angelo Benincasa     | Italia   | 1941–46  |
| Piero Andreoli       | Italia   | 1946–47  |
| Lajos Politzer       | Ungaria  | 1947–48  |
| Angelo Benincasa     | Italia   | 1948–49  |
| András Kuttik        | Ungaria  | 1949     |
| Vincenzo Marsico     | Italia   | 1949–50  |
| András Kuttik        | Ungaria  | 1950     |
| Vincenzo Marsico     | Italia   | 1950–51  |
| Tony Cargnelli       | Austria  | 1951–52  |
| Cesare Migliorini    | Italia   | 1952     |
| Vincenzo Marsico     | Italia   | 1952–53  |
| Cesare Migliorini    | Italia   | 1953–54  |
| Lajos Kovács         | Ungaria  | 1954–55  |
| Leandro Remondini    | Italia   | 1955     |
| Vincenzo Marsico     | Italia   | 1955–59  |
| Leonardo Costagliola | Italia   | 1959–60  |
| Paolo Tabanelli      | Italia   | 1960–61  |
| Leonardo Costagliola | Italia   | 1961     |
| Oronzo Pugliese      | Italia   | 1961–65  |
| Egizio Rubino        | Italia   | 1965–66  |
| Luigi Bonizzoni      | Italia   | 1966–68  |
| Serafino Montanari   | Italia   | 1968     |
| Tommaso Maestrelli   | Italia   | 1968–71  |
| Ettore Puricelli     | Uruguay  | 1971–72  |
| Lauro Toneatto       | Italia   | 1972–74  |
| Cesare Maldini       | Italia   | 1974–76  |
| Roberto Balestri     | Italia   | 1976     |
| Ettore Puricelli     | Uruguay  | 1976–78  |
| Cinesinho            | Brazilia | 1978–79  |
| Giorgio Sereni       | Italia   | 1979–80  |
| Ettore Puricelli     | Uruguay  | 1980–81  |
| Vasco Tagliavini     | Italia   | 1981–82  |

| Antrenor             | Țara    | Perioada  |
| -------------------- | ------- | --------- |
| Fernando Veneranda   | Italia  | 1982      |
| Lamberto Leonardi    | Italia  | 1982–83   |
| Lamberto Giorgis     | Italia  | 1983      |
| Romano Fogli         | Italia  | 1983–84   |
| Ettore Puricelli     | Uruguay | 1984      |
| Lamberto Giorgis     | Italia  | 1984–85   |
| Graziano Landoni     | Italia  | 1985      |
| G.B. Fabbri          | Italia  | 1985      |
| Corrado Viciani      | Italia  | 1985–86   |
| G.B. Fabbri          | Italia  | 1986      |
| Zdeněk Zeman         | Cehia   | 1986–87   |
| Roberto Balestri     | Italia  | 1987      |
| Pippo Marchioro      | Italia  | 1987–88   |
| Roberto Balestri     | Italia  | 1988      |
| Giuseppe Caramanno   | Italia  | 1988–89   |
| Zdeněk Zeman         | Cehia   | 1989–94   |
| Enrico Catuzzi       | Italia  | 1994–95   |
| Delio Rossi          | Italia  | 1995–96   |
| Tarcisio Burgnich    | Italia  | 1996–97   |
| Domenico Caso        | Italia  | 1997      |
| Beniamino Cancian    | Italia  | 1997–98   |
| Domenico Caso        | Italia  | 1998      |
| Lorenzo Mancano      | Italia  | 1998–99   |
| Fabio Brini          | Italia  | 1999      |
| Piero Braglia        | Italia  | 1999–00   |
| Lorenzo Mancano      | Italia  | 2000      |
| Ignazio Arcoleo      | Italia  | 2000–01   |
| Bruno Pace           | Italia  | 2001–02   |
| Carlo Florimbi       | Italia  | 2002      |
| Pasquale Marino      | Italia  | 2002–04   |
| Giuseppe Giannini    | Italia  | 2004–05   |
| Massimo Morgia       | Italia  | 2005–06   |
| Giorgio Rumignani    | Italia  | 2006      |
| Silvano Fiorucci     | Italia  | 2006      |
| Stefano Cuoghi       | Italia  | 2006–07   |
| Fulvio D'Adderio     | Italia  | 2007      |
| Salvatore Campilongo | Italia  | 2007–08   |
| Giuseppe Galderisi   | Italia  | 2008      |
| Raffaele Novelli     | Italia  | 2008–09   |
| Antonio Porta        | Italia  | 2009      |
| Guido Ugolotti       | Italia  | 2010      |
| Zdeněk Zeman         | Cehia   | 2010–11   |
| Valter Bonacina      | Italia  | 2011      |
| Paolo Stringara      | Italia  | 2011–2012 |
| Valter Bonacina      | Italia  | 2012      |
| Pasquale Padalino    | Italia  | 2012–     |